# Leioa (métro de Bilbao)
Leioa est une station de la ligne 1 du métro de Bilbao. Elle est située dans le quartier d'Udondo, territoire de la commune de Leioa, dans le Grand Bilbao, province de Biscaye de la communauté autonome du Pays Basque, en Espagne.

## Situation sur le réseau
Établie en surface et en tranchée, la station Leioa de la ligne 1 du métro de Bilbao est située entre, la station Lamiako, en direction du terminus nord-ouest Plentzia, et la station Astrabudua, en direction du terminus sud-est Astrabudua. Elle se trouve en zone tarifaire B1.

Plan du métro.

## Services aux voyageurs

### Accès et accueil
- C/ Sabino Arana, 3 (sortie Leioa)
- Intérieur de la station

## Projets
La station se transformera en pôle multimodal, puisque dans l'avenir elle reliera la ligne d'EuskoTran Leioa - UPV, desservant l'Université du Pays Basque. Pour sa part, dans la seconde phase de la nouvelle ligne de tramway, la gare de Leioa reliera celle d'Urbinaga, finissant ainsi la ligne de tramway Urbinaga - Leioa - UPV[réf. nécessaire].